# 1970 en Grèce
Chronologie de la Grèce
- 1966
- 1967
- 1968
- 1969
- 1970
- 1971
- 1972
- 1973
- 1974

Nouveau drapeau de la Grèce, changé par la dictature des colonels.

Cette page concerne les évènements survenus en 1970 en Grèce  :

## Évènements
- Dictature des colonels (1967-1974)
- 21-27 septembre : Festival du cinéma grec
- Découverte de la « Dame de Mycènes »

## Sortie de film
- Les Braves du Nord
- La Génération des héros
- La Reconstitution
- Sous-lieutenant Natacha

## Sport
- 6-14 juillet : Organisation du championnat d'Europe masculin de basket-ball des moins de 18 ans (en).
- Coupe de Grèce de football (1969-1970) (en)
- Coupe de Grèce de football (1970-1971) (en)
- Championnat de Grèce de football 1969-1970
- Championnat de Grèce de football 1970-1971

Création (sport)
- A.O.Loutraki F.C. (en)
- Apollon Paralimnio F.C. (en)
- O.F. Ierapetra F.C. (en)
- Panthiraikos F.C. (en)
- Prosotsani F.C. (en)
- Thyella Kamari F.C. (en)
- Stade Grigoris Lambrakis (en) à Kallithéa.

## Création
- 21e brigade blindée (en)
- École Campion d'Athènes (en)
- Institut d'éducation technologique de la Grèce occidentale (en)
- Institut d'éducation technologique Alexander de Thessalonique (en)
- Musée archéologique d'Ioannina (en)
- Télévision nationale de radiodiffusion (en)

## Dissolution
- Ethnos (journal) (en)
- Chemins de fer helléniques (en)
- Fondation nationale de la radio (en)

## Naissance
- Chrístos Boukóros, personnalité politique.
- Geórgios Daloúkas, arbitre de football.
- Hamza Hamzaoğlu, entraîneur turc de football.
- Pétros S. Kókkalis, personnalité politique.
- Tsetín Mántatzi, personnalité politique.
- Pierre Mounier, écrivain.
- Yánnis Ploútarchos, chanteur.
- Spyrídon Vasdékis, athlète spécialiste du saut en longueur.
- Ekateríni Vóngoli, athlète spécialiste du lancer du disque.

## Décès
- Jani Christou, compositeur.
- Jean Dessès, couturier.
- Nikos Kachtitsis, écrivain.
- Élli Lambrídi, philosophe.
- Dimítrios Loúndras, gymnaste.
- Konstantinos Tsaldaris, Premier ministre.